# Willoughby City
Koordinaten: 33° 48′ S, 151° 11′ O

Willoughby City ist ein lokales Verwaltungsgebiet (LGA) im australischen Bundesstaat New South Wales. Willoughby gehört zur Metropole Sydney, der Hauptstadt von New South Wales. Das Gebiet ist 22,426 km² groß und hat etwa 76.000 Einwohner.
Willoughby liegt im Norden von Inner Sydney westlich des Middle Harbour etwa 5 bis 10 km nördlich des Stadtzentrums. Das Gebiet beinhaltet 14 Stadtteile: Artarmon, Castle Cove, Castlecrag, Chatswood, Middle Cove, Maremburn, Northbridge, Willoughby, Willoughby East und North Willoughby sowie Teile von Chatswood West, Nale Cove North, Roseville und St Leondards. Der Verwaltungssitz des Councils befindet sich im Stadtteil Chatswood im Zentrum der LGA.

## Verwaltung
Der Willoughby City Council hat 13 Mitglieder, die von den Bewohnern der LGA gewählt werden. Je drei Mitglieder kommen aus dem Middle Harbour, dem Naremburn, dem Sailors Bay und dem West Ward, der Vorsitzende und Mayor (Bürgermeister) wird zusätzlich von allen Bewohnern der LGA gewählt. Die vier Bezirke sind unabhängig von den Stadtteilen festgelegt.